# (6309) Elsschot
(6309) Elsschot  es un asteroide del cinturón principal perteneciente al cinturón de asteroides, región del sistema solar que se encuentra entre las órbitas de Marte y Júpiter.
Fue descubierto el 2 de marzo de 1990 por el astrónomo belga Eric Walter Elst desde el Observatorio de La Silla en Chile.

## Designación y nombre
Designado provisionalmente como 1990 EM3 fue nombrado en honor del escritor flamenco Willem Elsschot (1882-1960).

## Características orbitales
(6309) Elsschot está situado a una distancia media del Sol de 3,004 ua, pudiendo alejarse hasta 3,152 ua y acercarse hasta 2,857 ua. Su excentricidad es 0,049 y la inclinación orbital 10,102 grados. Emplea 1902,16 días en completar una órbita alrededor del Sol.
Pertenece a la familia de asteroides de Eos.
Los próximos acercamientos a la órbita de Júpiter ocurrirán el 10 de junio de 2034, el 22 de febrero de 2118 y el 26 de julio de 2164.

## Características físicas
La magnitud absoluta de Elsschot es 12,29. Tiene 11,388 km de diámetro y su albedo se estima en 0,136.